# Bunești-Averești
Bunești-Averești est une commune du județ de Vaslui en Roumanie.